# Уэбб, Саймон (шахматист)
Саймон Уэбб (англ. Simon Webb; 10 июня 1949, Лондон — 14 марта 2005) — английский шахматист, международный мастер (1977), гроссмейстер ИКЧФ (1983).
В составе сборной Англии участник 2-х командных чемпионатов Европы (1977—1980).

## Изменения рейтинга
| Графики недоступны из-за технических проблем. См. информацию на Фабрикаторе и на mediawiki.org. |